# ムトウ (医療)
株式会社ムトウは、主として医療用機器の販売を行う会社。

## 本社所在地
- 札幌本社：北海道札幌市北区北11条西4丁目1番15号
- 東京本社：東京都台東区入谷1丁目19番2号

## 沿革
- 1949年 - 札幌に株式会社武藤器械店として設立される。
- 1970年 - 社名を株式会社ムトウに変更する。

## グループ会社

### 日本国内
- エムエムアンドニーク
- エムコム
- 沖縄ムトウ
- 田吹ムトウ
- 東京医研
- 長崎ムトウ
- 日晴ビジネス
- 日本医療器研究所
- ハトヤメディカルサポート
- 福山ムトウ
- ミックス
- ムトウ四国
- ムトウテクノス
- ムトウ物流
- ムトウ山梨
- メディカル・アプライアンス
- 八尾日進堂
- 横尾器械

### アメリカ合衆国
- ムトウアメリカ